# حسن إكويسن
حسن إكويسن (مواليد 2 يونيو 1964 في دينين) إمام ومحاضر وعضو في اتحاد المنظمات الإسلامية في فرنسا، يُعرف بأنه مُقرّب من تنظيم الإخوان المسلمين، وهو من مؤسسي حركة الشباب المسلمين في فرنسا.
في يوليو 2022، أعلن جيرالد دارمانان طرده من الأراضي الفرنسية، الأمر الذي دانته شخصيات فرنسية عديدة ورأته منافيا للمبادئ الأساسية لدولة القانون.

## مسيرته
ترجع أصول إكويسن إلى منطقة سوس بالمغرب، كان والده ضمن الموجة الأولى من المهاجرين المغاربة الذين استقروا في فرنسا للعمل في منطقة التعدين عام 1936. تزوج عام 1958 وأنجب تسعة أطفال.[بحاجة لمصدر]
وُلد حسن إكويسن، الطفل الخامس ضمن إخوته، في دينين، وهي بلدة شمالية تقع بالقرب من فالنسيان. عندما كان مراهقًا، تخلى عن جنسيته الفرنسية، بإيعاز من والده. تزوج في سن العشرين[بحاجة لمصدر] وله خمسة أولاد. بعد البكالوريا الأدبية العامة حصل على إجازة في اللغة العربية،[بحاجة لمصدر] ثم على درجة الماجستير في التاريخ عن عثمان دان فوديو، ثم تخلى عن دراسته بينما كان يتابع دبلوم الدراسات المتقدمة في التاريخ، ليُكرّس نفسه لاكتساب ونقل المعرفة الدينية الإسلامية.
صرّح أنه تقدم بطلب للحصول على الجنسية الفرنسية مرتين في عام 1984 وعام 1990، ولكن دون جدوى، وتمكن إخوته وأخواته من استعادتها.
تُصوره كارولين فوريست في مقابلة نُشرت في مجلة هيرودوت في عام 2010، على أنه "شاب فرنسي تدرب على يد اتحاد المنظمات الإسلامية في فرنسا، وهو ممثل جدًا لهذا الجيل من الأئمة المُرتَجِلين».
في عام 2004، عمل أستاذا للأخلاق الإسلامية في مدرسة ابن رشد الثانوية.
في نهاية العقد الأول من القرن الحادي والعشرين، قدم حسن إكويسن «جزء ثان» من محاضرات لطارق رمضان المقرب منه. وهو أيضًا ضيف متكرر في معرض باريس الجوي، الذي ينظمه كل عام اتحاد المنظمات الإسلامية لتوجيه الإخوان وهويتهم.
منذ ديسمبر 2012، يبث حسن إكويسن عبر قناته على يوتيوب دروسًا دينية بالإضافة إلى مؤتمرات يُديرها حول مواضيع مختلفة مثل التاريخ أو السياسة. في يوليو 2022، وصلت قناته لما يقرب من 33 مليون مشاهدة، على جميع فيديوهاته المعروضة.
في 31 أكتوبر 2020، اقتحم لواء الدرك في فالنسيان منزله في لورش. يأتي هذا البحث بعد رغبة الحكومة الفرنسية في «وضع الإسلاميين تحت الضغط بعد مقتل صامويل باتي، وأيضًا في جلسة استماع لابنه سفيان، في 22 أكتوبر، كجزء من تحقيق في اختلاس حول شركة (Garage Solidaire du Hainaut)».

### إجراءات الترحيل عام 2022
في عام 2022، رفضت محافظة الشمال تجديد اقامة حسن اكويسن الذي تتهمه بخطب الكراهية تجاه قيم الجمهورية بما في ذلك العلمانية، ومناهضة للمساواة بين الرجل والمرأة، ووصفه الهجمات التي وقعت في فرنسا عام 2015 بـ«الهجمات الزائفة».
في 3 مايو، تلقى إخطارًا بإجراءات الطرد ضده في منزله. وفي 22 يونيو، سلّمته لجنة الطرد في المقاطعات رأيًا إيجابيًا له بعد أن دافع المحافظ جورج فرانسوا لوكلير لصالحه.
في 28 يوليو، أعلن وزير الداخلية جيرالد درامانان أن حسن إكويسن «سيتم طرده». وبحسب الوفد المرافق له، فإن إكويسن قد «انتقد الملك الشيء الذي لا يجب فعله في المغرب. عندما ينزل من الطائرة، فإنه يخاطر بمشاكل. سيحسن صنعا لو تقدم بطلب للحصول على تصريح إقامة في بلد آخر. ربما بلجيكا، ليبقى على مقربة من عائلته».
في 29 يوليو، وقّع وزير الداخلية جيرالد دارمانان الأمر الوزاري بطرد حسن إكويسن.
في 1 أغسطس، أصدرت السلطات المغربية تصريحًا قنصليًا، يسمح حسب جيرالد دارمانان بـ «طرد السيد إيكويسن من التراب الوطني».
في 3 أغسطس، رفع محامي حسن إيكويسن دعوى أمام المحكمة الأوروبية لحقوق الإنسان، التي رفضت في اليوم التالي تعليق طرده على أساس أنه لن ينطوي على «مخاطر لا يمكن إصلاحها» على شخصه. وفيما بعد، وافقت المغرب على استقبال إكويسن على أراضيها.

#### المعارضات السياسية والنقابية
في 29 يوليو، انتقدت اللجنة الوزارية لمنع الانحراف والتطرف على حسابها على تويتر الدعم المقدم إلى حسن إكويسن من قبل شخصيات مثيرة للجدل.
في بيان صدر يوم 31 يوليو على حسابه على تويتر، عارض النائب البرلماني ديفيد جيرو طرد حسن إكويسن. في 4 أغسطس، أوصى وزير الداخلية جيرالد دارمانان مجموعة (La France insoumise) في الجمعية الوطنية بـ «استبعاد هذا البرلماني الذي أساء بشدة إلى قيمنا».
في 31 يوليو، استنكر الاتحاد اليهودي الفرنسي من أجل السلام إجراء الطرد الذي بدأ ضد حسن إكويسن باعتباره «مناورة سياسية فجة».
في 11 أغسطس، استنكرت رابطة حقوق الإنسان إجراء الطرد باعتباره «استغلال القانون وسائل الإعلام السياسية» وإمكانية «عودة خطاب الختم ‏».
في 2 أغسطس، أعلن النائب مانويل بومبارد أنه لا يمكن ترك طرد حسن إكويسن «تعسف وزير الداخلية الذي يقرر [...] مثل هذه الملاحظة غير مقبولة».
في 3 أغسطس، نُشر عمود بعنوان «رفض طرد الإمام حسن إكويسن هو دفاع عن المبادئ الأساسية لسيادة القانون» في جريدة ميديا بارت بتوقيع العديد من الشخصيات مثل فرانسوا بورغا، وديدييه ليستراد، وآلان غريش، وحورية بوتلجة، وباتريك براوزيك، وروني برومان.
وقد تفاعلت العديد من الجمعيات الدينية المحلية في ليون وأميان ونيس وغرينوبل وبواتييه ونيم الألزاس وفرانش كومتي، دعمت مساجد منطقة أوت دو فرانس الداعية إكويسن. أعرب اتحاد المنظمات الإسلامية في فرنسا عن «دهشته وعدم فهمه»، وحصلت عريضة لصالحه على 21.000 توقيع في 3 أغسطس.

## روابط خارجية
- الموقع الشخصي لحسن إكويسن
- القناة الرسمية على موقع يوتيوب